# Der schöne Tag
Der schöne Tag ist ein deutscher Film von Thomas Arslan aus dem Jahr 2001. Er ist der Abschluss der „Berlin-Trilogie“ des Filmemachers, die das Leben junger türkischstämmiger Menschen der zweiten und dritten Generation in der Hauptstadt einfangen will. Produziert wurde der Film wie seine Vorgänger Geschwister – Kardeşler (1997) und Dealer (1999) für die ZDF-Reihe Das kleine Fernsehspiel.

## Handlung
Der Film zeigt einen Tag im Leben der 21-jährigen Deniz, die als Synchronsprecherin in Berlin arbeitet. Die ehrgeizige junge Frau erwartet viel vom Leben, steht sich mit ihren hohen Ansprüchen jedoch selbst im Weg. Sie verlässt kurz nach der Synchronisierung des Spielfilms Conte d'été von Eric Rohmer ihren Freund Jan. Sie nimmt an einem Casting für eine Spielfilmrolle teil und unterhält sich einen Abend lang mit Diego, den sie tagsüber in der U-Bahn kennengelernt hat, trennt sich von ihm aber schon am folgenden Morgen.

## Kritik
World Socialist Web Site bewertet den Film positiv und schreibt „Thomas Arslan hat in Der schöne Tag unspektakuläre menschliche Charaktere in den Mittelpunkt gestellt, sie dabei wirklich ernst genommen und ihnen Kraft und Würde verliehen. Das ist zur Zeit alles andere als eine Selbstverständlichkeit im deutschen Kino.“
Im Lexikon des internationalen Films heißt es: „Dramaturgisch extrem zurückgenommene, unaufgeregte "Großstadt-Chronik", die bei aller erzählerischen Distanz die unspektakulären Alltagsereignisse zu einem anregenden, ebenso ehrlichen wie spannenden Diskurs über Lebensperspektiven und -einstellungen zu verdichten weiß.“